# Aristobia pallida
Aristobia pallida  (лат.) — вид жуков-усачей рода Aristobia из подсемейства Lamiinae. Обнаружены в юго-восточной Азии (Индонезия: Борнео, Суматра). Среднего размера жуки: длина тела около 25 мм. Период активности: апрель. Вид был впервые описан в 1924 году энтомологом Кристофером Оривиллиусом (Christopher Aurivillius)
.